# Gądkowice

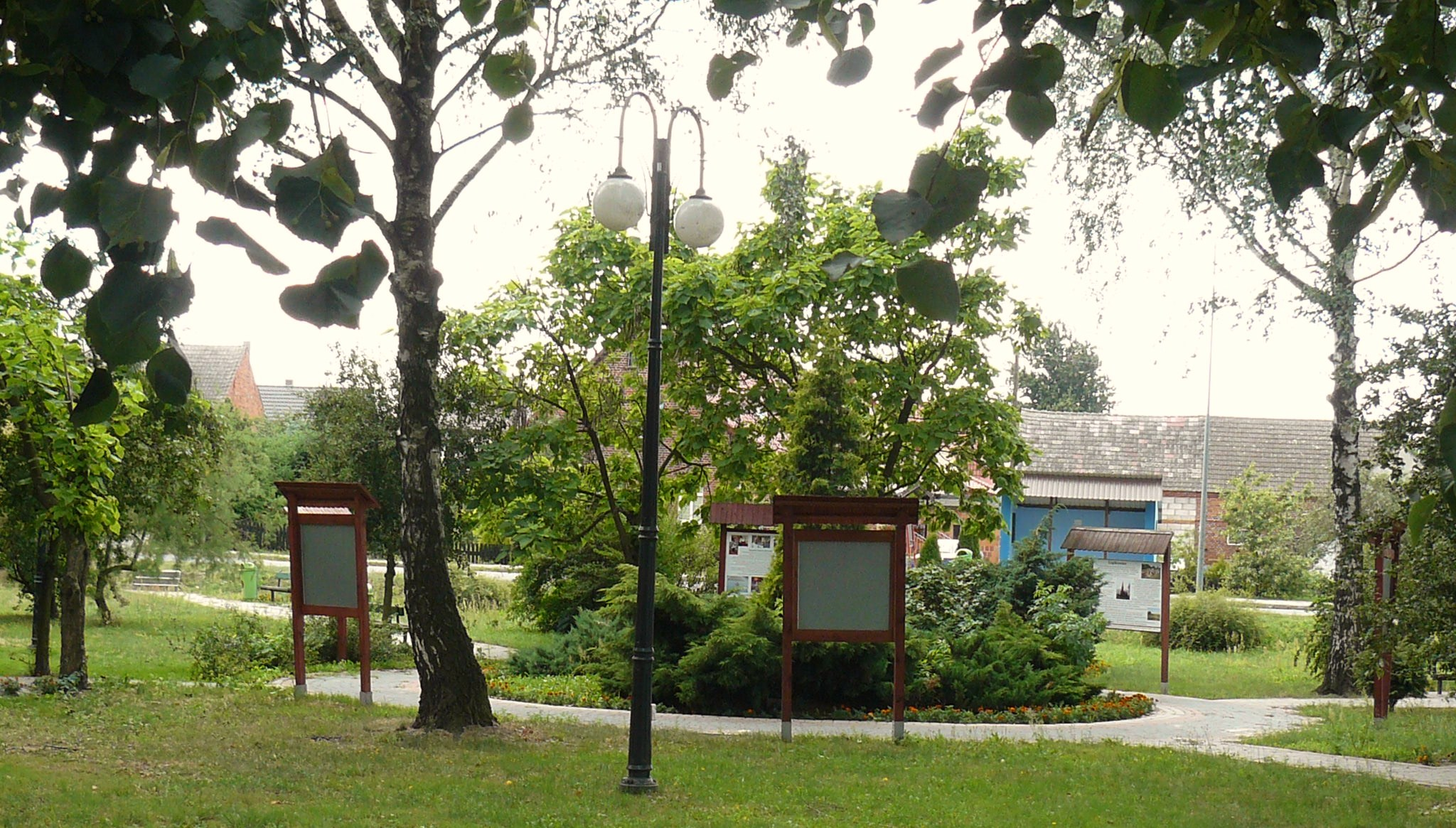
Centralny plac wsi

Gądkowice – wieś w Polsce położona w województwie dolnośląskim, w powiecie milickim, w gminie Milicz.

## Podział administracyjny
W latach 1973–1977 miejscowość była siedzibą gminy Gądkowice. W latach 1975–1998 miejscowość administracyjnie należała do województwa wrocławskiego.

## Położenie
Ulicówka z folwarkiem, 13 km na wschód od Milicza, na skraju dawnych, zamienionych na łąki i pola Błot Baryckich.

## Historia
Wieś wzmiankowana od 1350 r., gdy była własnością kapituły wrocławskiej, pobierającej tu dziesięcinę. Nazwa wsi z 1666 r. - Gundkowitz (Gungwitz lub Groß Gungwitz - koniec XVIII do połowy XIX w.) – pochodzi od imienia Gądek, utworzonego od „gąść”,"gędę”, gwarowe śląskie „gędzić”. W 1483 r. wieś stanowiła własność prywatną, ks. Konrad X Biały udzielił Jakubkowi z Guntkowitz potwierdzenia własności dóbr w Guntkowiczach na prawie własnym lub polskim.
Od połowy XVI wieku trwała eksploatacja barci leśnych. Od 2. połowy XVIII wieku do II wojny światowej wieś należała do ordynacji milickiej von Maltzanów. Milicki ordynat Joachim Andrzej von Maltzan polecił w 1755 r. przekształcić część swojego pałacupotrzebne źródło na kościół ewangelicki. Z powodu znacznej liczby wiernych poświęcony w 1756 roku kościół posiadał aż dwie empory.
3 lutego 1937 r. nazwę wsi z Gontkowitz zmieniono na Schönkirch. W latach 1945–1948 wieś nosiła nazwę Kalinka, prawdopodobnie nadaną przez oddziały armii radzieckiej. Do 1977 r. wieś była siedzibą gminy.

## Zabytki
Do wojewódzkiego rejestru zabytków wpisany jest:
- kościół ewangelicki, obecnie rzymskokatolicki parafialny pw. św. Antoniego Padewskiego, z lat 1890–1892.

## Liczba ludności
- 1910 r. – 328
- 1933 r. – 352
- 1939 r. – 412
- 2008 r. – 450
- 2011 r. – 484[1]

## Parafia Gądkowice
Wieś Gądkowice znajduje się w parafii Gądkowice należącej do dekanatu Zduny diecezji kaliskiej. Główną świątynią parafii jest kościół św. Antoniego Padewskiego. Parafia liczy około 2780 wiernych.

## Gospodarka
Kiedyś w Gądkowicach istniały: cegielnia, gorzelnia i tartak. Obecnie dominuje drobny przemysł rolno-spożywczy (rolnictwo, pszczelarstwo i usługi).

### Firmy i instytucje
- ośrodek zdrowia
- apteka
- Ochotnicza Straż Pożarna
- Bank Spółdzielczy
- agencja Poczty Polskiej
- baza GS
- piekarnia
- kawiarnia
- biblioteka
- dwa sklepy spożywcze
- dwa sklepy AGD

## Komunikacja
W Gądkowicach znajdują się dwa przystanki PKS, z których można skorzystać z bezpośredniego połączenia autobusowego z Wrocławiem, Ostrowem Wielkopolskim, Krotoszynem i Miliczem.

## Turystyka
Wieś leży na granicy Parku Krajobrazowego Dolina Baryczy, w pobliżu znajdują się liczne stawy hodowlane. Doskonały punkt wypadowy dla turystyki rowerowej i pieszej. W odległości około 2 km na południowy wschód leży dawny zamek myśliwski rodziny Maltzanów, gdzie obecnie mieści się Hotel-Restauracja Hubertówka.

## Sport
W 2006 r. oddano do użytku kompleks sportowo-rekreacyjny: boisko do piłki nożnej, szatnie, kort do tenisa ziemnego oraz boisko do piłki siatkowej. Od 1974 r. istnieje klub sportowy LZS Plon Gądkowice (od 2004 r. UKS Plon Gądkowice), w którego skład wchodzą trzy drużyny piłkarskie: seniorzy i juniorzy młodsi oraz trampkarze. Obecnym prezesem klubu jest Piotr Jakubowski. Inne popularne dyscypliny: zapasy, tenis stołowy, ziemny, siatkówka oraz szachy. Seniorzy Klasa „A” Dolnośląski ZPN Wrocław grupa II, począwszy od sezonu 2008/2009. Największym sukcesem piłkarzy jest udział w rozgrywkach klasy okręgowej, gr. Wrocław w sezonie 2023/2024.
UKS Skoczek Gądkowice: Klub szachowy założony w 2009 r. Obecnie uczestniczy w rozgrywkach podwrocławskiej ligi terenowej (dwie drużyny). Prezesem Klubu jest Andrzej Janas. Klub aktywnie szkoli młodych adeptów gier umysłowych - szachy i warcaby.